# Laminotomía

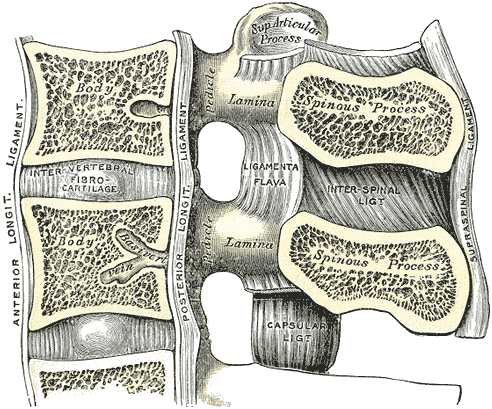
Sección sagital de dos vértebras lumbares y sus ligamentos. Puede observarse la lámina vertebral y el agujero de conjunción.

Laminotomía es una técnica de cirugía que se emplea para el tratamiento de la hernia discal. 

## Procedimiento

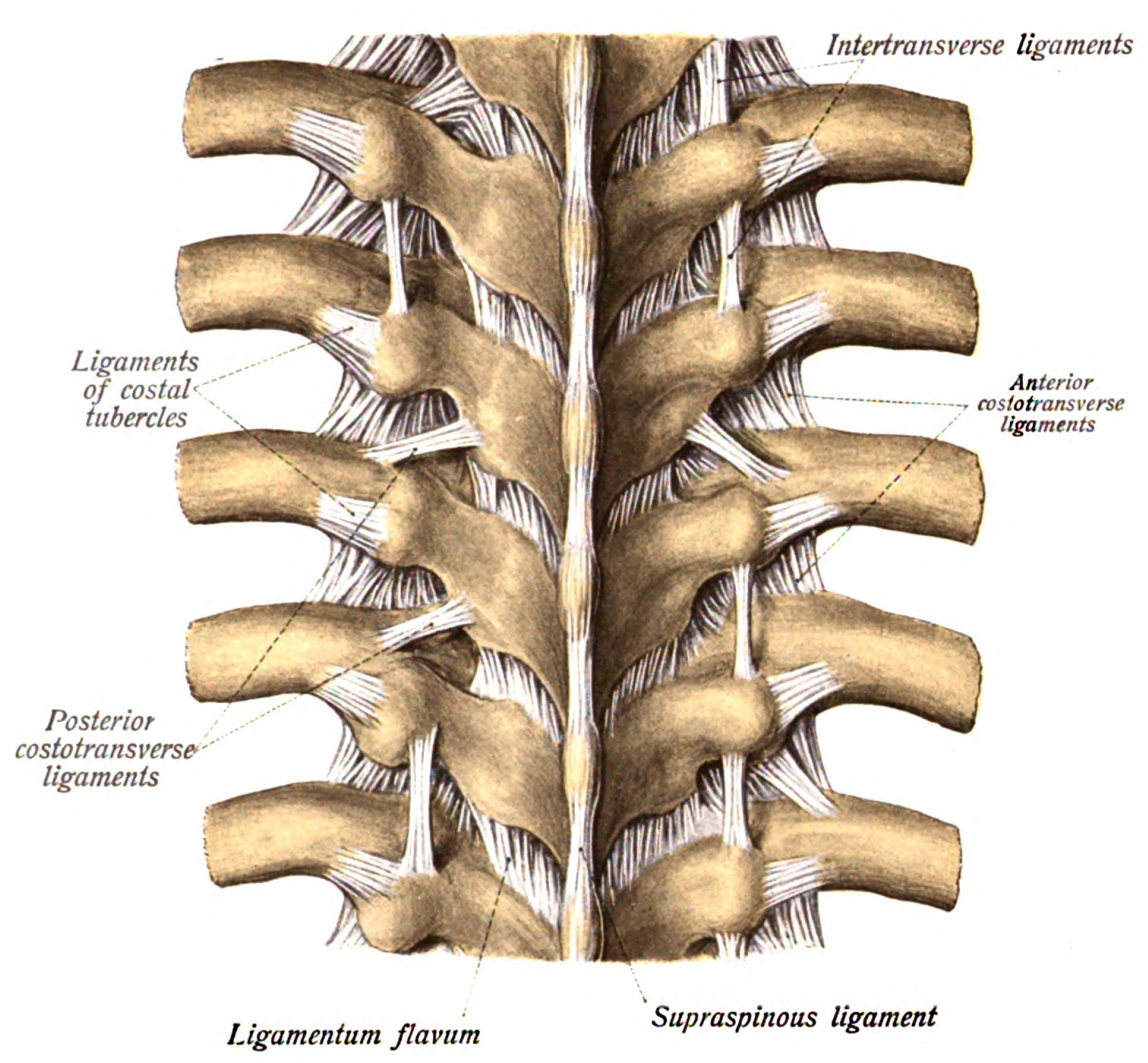
Una ilustración de 1909.

Consiste en aumentar el espacio que existe entre las láminas de dos vértebras contiguas de la columna vertebral, con el objetivo de ampliar el tamaño del agujero de conjunción y descomprimir la raíz nerviosa que causa dolor al paciente. La laminotomía implica extirpar una pequeña cantidad de hueso de la vértebra sobre la que se realiza la intervención. Esta técnica no debe confundirse con la laminectomía (extirpación completa de la lámina vertebral) con la que guarda algunas similitudes. La laminotomía se realiza más frecuentemente en la zona cervical o lumbar.

## Indicaciones
La intervención se realiza como tratamiento de la hernia discal, también en estenosis del canal raquideo de otro origen. 